# Rezerwat przyrody Karwickie Źródliska
Rezerwat przyrody Karwickie Źródliska – leśny rezerwat przyrody położony na terenie gminy Cewice w powiecie lęborskim (województwo pomorskie).
Obszar chroniony utworzony został 16 sierpnia 2007 r. na podstawie Zarządzenia Wojewody Pomorskiego z dnia 9 lipca 2007 r. w sprawie uznania za rezerwat przyrody „Karwickie Źródliska” (Dz. Urz. Woj. Pom 2007.123.2188).

## Położenie
Rezerwat obejmuje 3,22 ha powierzchni na terenie obrębu ewidencyjnego Lesiaki (część działki ewidencyjnej nr 127L), jest otoczony przez otulinę o powierzchni 38,84 ha. Najbliżej położoną miejscowością jest oddalona o ok. 1 km na zachód Karwica. Obszar chroniony położony jest na terenie Nadleśnictwa Cewice, w obrębie obszaru Natura 2000 „Karwickie Źródliska” PLH220071.
W 2008 zwiedzającym została udostępniona ścieżka edukacyjna po rezerwacie.

## Charakterystyka
Celem ochrony jest „zachowanie obszaru źródliskowego wraz z otaczającym lasem oraz z charakterystycznymi, rzadkimi i chronionymi gatunkami roślin”. Chroniona jest nietypowa nisza źródliskowa, utworzona w tzw. cyrku źródliskowym przy skarpie pobliskiej wysoczyzny morenowej o wysokości do 25 m. W niszy tworzy się torfowisko niskie przepływowe, zasilane wodami podziemnymi i spływającymi strumieniami. Jednak ze względu na nachylenie terenu i liczne strumienie przecinające powierzchnię uniemożliwione jest powiększanie się i zbijanie się w zwartą masę warstwy torfu. Obecnie jej grubość wynosi do 2 metrów, powstaje ona z obumierania materii roślinnej na podłożu obfitym w minerały. Wspomniane strumienie łączą się dalej w bezimienny dopływ Unieszynki; w odległości kilkudziesięciu metrów przepływa także Kanał Łebski.
Torfowisko porasta las bagienny typu łęg jesionowo-olszowy. Wśród występujących tu roślin znajdują się m.in. wawrzynek wilczełyko, trzmielina zwyczajna, leszczyna, bluszcz pospolity, marzanka wonna, łuskiewnik różowy i skrzyp zimowy, występują tu także wysokie paprocie, a także obszary buczyny i grądu pomorskiego z okazami starodrzewu grabu, buka i dębu. Mieszkają tu również małe zwierzęta.